# Медленное движение

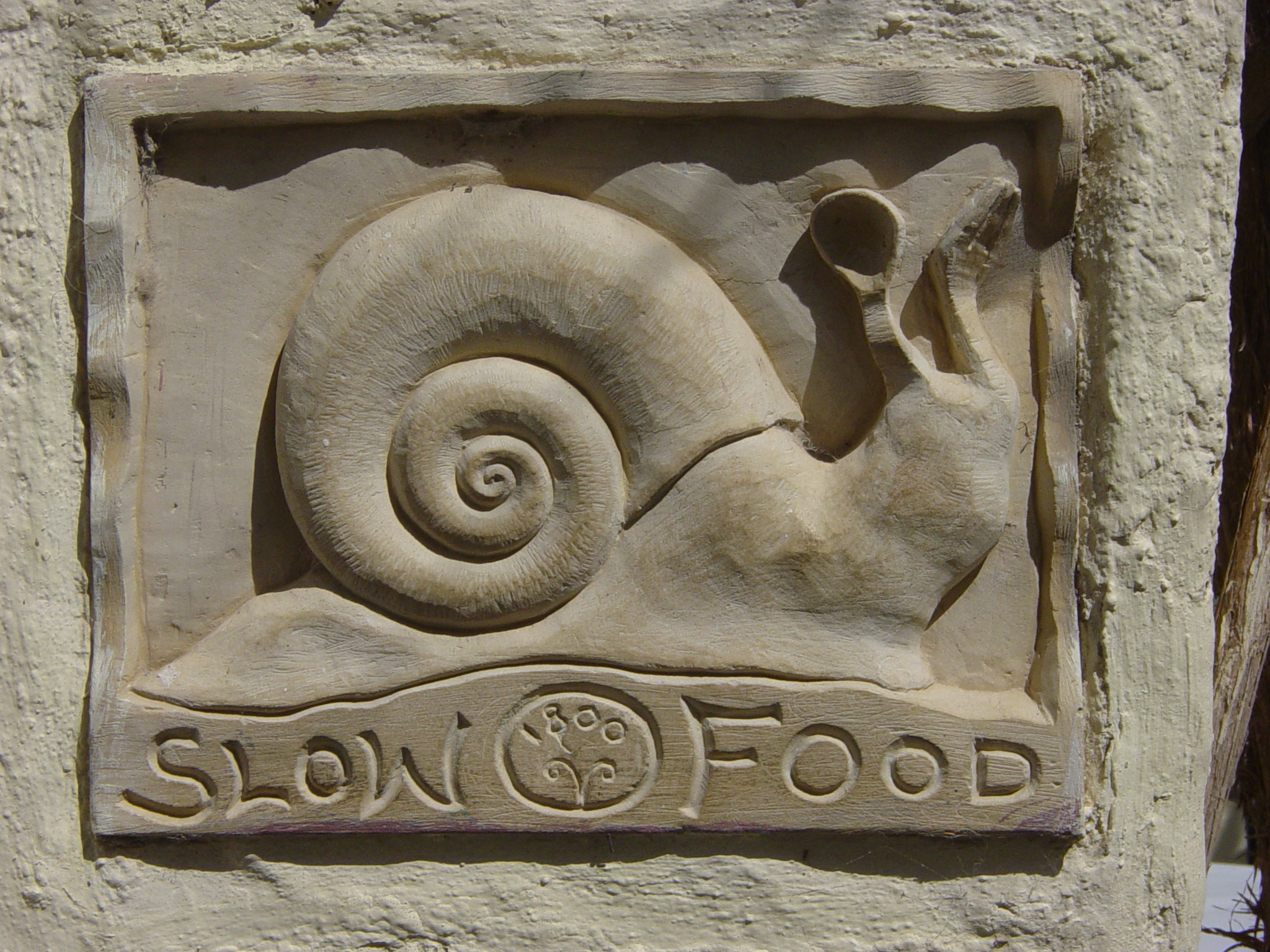
Табличка ресторана медленной еды

Ме́дленное движе́ние (англ. Slow Movement) — культура замедления ритма жизни. Философию движения можно определить как «равновесие». Как выразился один из идеологов движения Карл Оноре в своей книге «Без суеты. Как перестать спешить и начать жить»: «Торопиться нужно, только когда это необходимо, цель — найти свой правильный темп, tempo giusto».

## История
Считается, что движение началось с проведения демонстрации против появления «Макдоналдса» рядом со знаменитой римской достопримечательностью — площадью Испании — в 1986 году и с создания слоуфуд-движения (в противовес фастфуду). Одним из основных создателей считается Карло Петрини. В дальнейшем большое влияние на движение оказали Гейр Бертелсен (англ. Geir Berthelsen) — создатель Мирового института медленности (англ. The World Institute of Slowness) и Карл Оноре — автор ряда основополагающих книг о замедлении ритма жизни.

## Направления
В настоящее время медленное движение набирает большую популярность и насчитывает уже более десяти направлений:
- Медленный город. Целью этого направления является улучшение качества жизни в городах за счёт замедления темпа жизни.
- Медленное старение. Целью этого направления является естественное, полностью осознанное и принимаемое старение, в противоположность отчаянным попыткам избежать неизбежного.
- Медленное искусство. Эта двоякая концепция включает, с одной стороны, медленное «медитативное» создание произведений искусства, с тщательным подбором материалов и глубоким вниманием к деталям, без ненужного гигантизма; с другой стороны, неспешное созерцание небольшого числа произведений искусства в противоположность беготне по выставкам и стремлению посмотреть как можно больше всего.
- Медленная церковь. Данное направление применяет принципы медленного движения к христианской жизни и устройству христианской церкви[2][3][4].
- Медленное воспитание. Это направление противостоит стремлению многих родителей непременно сделать из своих детей гениев, вызвать их ускоренное взросление, максимально загрузить детей разными дополнительными занятиями, не оставляя им свободного времени. Сторонники медленного движения в воспитании считают, что подобные стремления родителей часто приводят детей к психологическим и нервным расстройствам, нарушают естественные этапы психоэмоционального взросления и отнимают у детей счастье детства[5].
- Медленное образование. Это педагогическое направление возникло как реакция на всё более сконцентрированные учебные программы и всё более широкое внедрение тестирования для оценки знаний. Сторонники медленного подхода полагают, что большинство учеников не может достаточно глубоко усвоить такое большое количество материала в такие сжатые сроки, программы нужно разгружать от второстепенного материала для более качественного усвоения самого важного; кроме того, сторонники медленного подхода считают неправильным сегодняшнее слишком широкое применение тестирования в образовании[6][7][8][9].
- Медленное наставничество. Это практика в психологии и психотерапии, направленная на уменьшение стресса от слишком бурного ритма жизни, спешки и выполнения многих задач одновременно[10].
- Медленная наука. Это направление противостоит принципу «печатайся или умри» (англ. publish or perish). Сторонники направления полагают, что современное устройство академической жизни оставляет учёным слишком мало времени на чтение и размышление, отнимая много времени на выстраивание формальных показателей научной активности[11].
- Медленное программирование. Это концепция создания программного обеспечения, включающая медленное проектирование, большое внимание к деталям и тщательное тестирование, в противоположность быстрым циклам разработки[12].
- Медленное питание (слоуфуд). Это направление противостоит индустрии быстрого питания, подчёркивая необходимость здорового питания, сохранения национальных и региональных кухонь, поддержания культуры традиционного застолья.
- Медленные вещи. Это направление противостоит глобализации производства, чрезмерной массовости производства, усреднению и унификации в промышленном дизайне, утверждая, напротив, важность местных производителей и некрупного бизнеса, важность ручного труда и тщательного контроля качества, главенство качества над количеством[13].
- Медленная мода. Это направление противостоит сезонной моде, массовому производству одежды, неэтичным и неэкологичным методам производства, ненужному шопингу.
- Медленное телевидение (медленные СМИ). Это направление противостоит высокому ритму подачи материала на телевидении: перенасыщенности новостных выпусков, круглосуточному новостному вещанию в прямом эфире, быстрому «клиповому» монтажу, слишком дробному освещению событий, частой рекламе. Сторонники направления полагают, что это негативно влияет на телезрителей и мешает правильному восприятию информации[14].
- Медленные деньги. Эта инициатива, вдохновлённая «медленным питанием», направлена на привлечение новых инвестиций в область органического сельского хозяйства и небольших предприятий питания[15][16][17].
- Медленный стартап. Эта инициатива выдвигает новую модель стартапов, которые, в отличие от современных, были бы более ответственны, надёжны в долгосрочной перспективе, уделяли бы больше времени прогнозированию отдалённых последствий своей деятельности, как микроэкономических и макроэкономических, так и социальных, экологических, культурных[18].
- Медленное садоводство. Создателем этого направления считается Фелдер Рашинг (англ. Felder Rushing), который, вдохновлённый движением за медленное питание, решил применить философию и принципы медленного движения к частному садоводству. Направление со временем также вобрало в себя некоторые черты дзен-буддизма и гештальт-терапии, концентрируясь на том, что человек думает и ощущает в данный момент, и помогая садоводу получать более полное удовольствие от возделывания своего сада[19][20].
- Медленное путешествие. Это направление было вдохновлено книгами писателей-путешественников XIX века, таких как Теофиль Готье. Сторонники направления утверждают, что слишком быстрое перемещение, доступное сегодня, значительно уменьшает удовольствие от путешествия, притупляет впечатления, лишает возможности и желания глубоко вникать в местную культуру, знакомиться с обществом и его скрытыми для первого взгляда чертами[21][22][23].
- Медленная фотография. Этот термин был впервые применён норвежским фотографом Йоханном Свендсеном (англ. Johanne Seines Svendsen) в его статье «Медленная фотография — в движении». В статье, а затем в монографии, Свендсен указывал на неправильность беготни с камерой в стремлении успеть всё и снять как можно больше. Он подчёркивал необходимость медленной работы, тщательного выбора сюжета и ракурса, чем привлёк много последователей[24][25].
- Медленное чтение. Эта инициатива направлена на противостояние скорочтению, где в нём нет необходимости, возвращение к медленному и вдумчивому чтению, перечитыванию, анализу прочитанного, что способствует более глубокому пониманию прочитанного и удовольствию от чтения[26][27][28].

## Организации
Среди организаций, созданных в рамках Медленного движения можно отметить
американский фонд «Продлить мгновение» (англ. Long Now Foundation),
европейское Сообщество замедления времени (англ. Society for the Deceleration of Time),
Мировой институт медленности (англ. The World Institute of Slowness), а также
Международный институт неделания слишком многого (англ. International Institute of Not Doing Much) и
японский Клуб неторопливости (англ. Sloth Club). Следует отметить, что ни одна из организаций не определяет и не контролирует медленное движение, оно является свободным.